# Пантелеевка (Ростовская область)
Пантелеевка — хутор в Миллеровском районе Ростовской области. Входит в состав Туриловского сельского поселения.

## География
На хуторе имеется одна улица: Северная.

## История
Из клировых ведомостей (1806) известно о существовании в это время, в 15 вёрстах от слободы Мальчевско-Полненской, хутора Сысоев майора Пантелеева, в котором было 6 дворов и 47 жителей (27 мужчин и 20 женщин). По административно-территориальному делению конца XIX — начала XX века Пантелеевка относилась к Мальчевско-Полнинской волости Донецкого округа Области Войска Донского.
В 1873 году в Пантелеевке было 16 дворов и 8 «отдельных хат». Население составляло 107 человек (55 мужчин и 52 женщины). В хуторских хозяйствах насчитывалось 122 лошади, 56 пар волов, 223 головы прочего рогатого скота, 482 овцы.

## Население
| 2010 |
| ---- |
| 0    |